# Iruelos
Iruelos ist eine westspanische Gemeinde (municipio) in der Provinz Salamanca in der Autonomen Gemeinschaft Kastilien-León. 2024 hatte die Gemeinde 31 Einwohner. 

## Lage
Iruelos liegt etwa 65 Kilometer westnordwestlich von Salamanca in einer Höhe von ca. 780 m.
Das Klima ist mäßig. Es fällt Regen in einer mittleren Menge (ca. 577 mm/Jahr).

## Bevölkerungsentwicklung
| Jahr      | 1900 | 1950 | 1960 | 1970 | 1981 | 1991 | 2001 | 2011 | 2021 |
| Einwohner | 321  | 266  | 257  | 155  | 105  | 83   | 63   | 37   | 31   |

## Sehenswürdigkeiten
- Kirche Unsere Liebe Frau vom Rosenkranz (Iglesia de Nuestra Señora del Rosario)
- Trinitätskapelle
- Mühlenruine

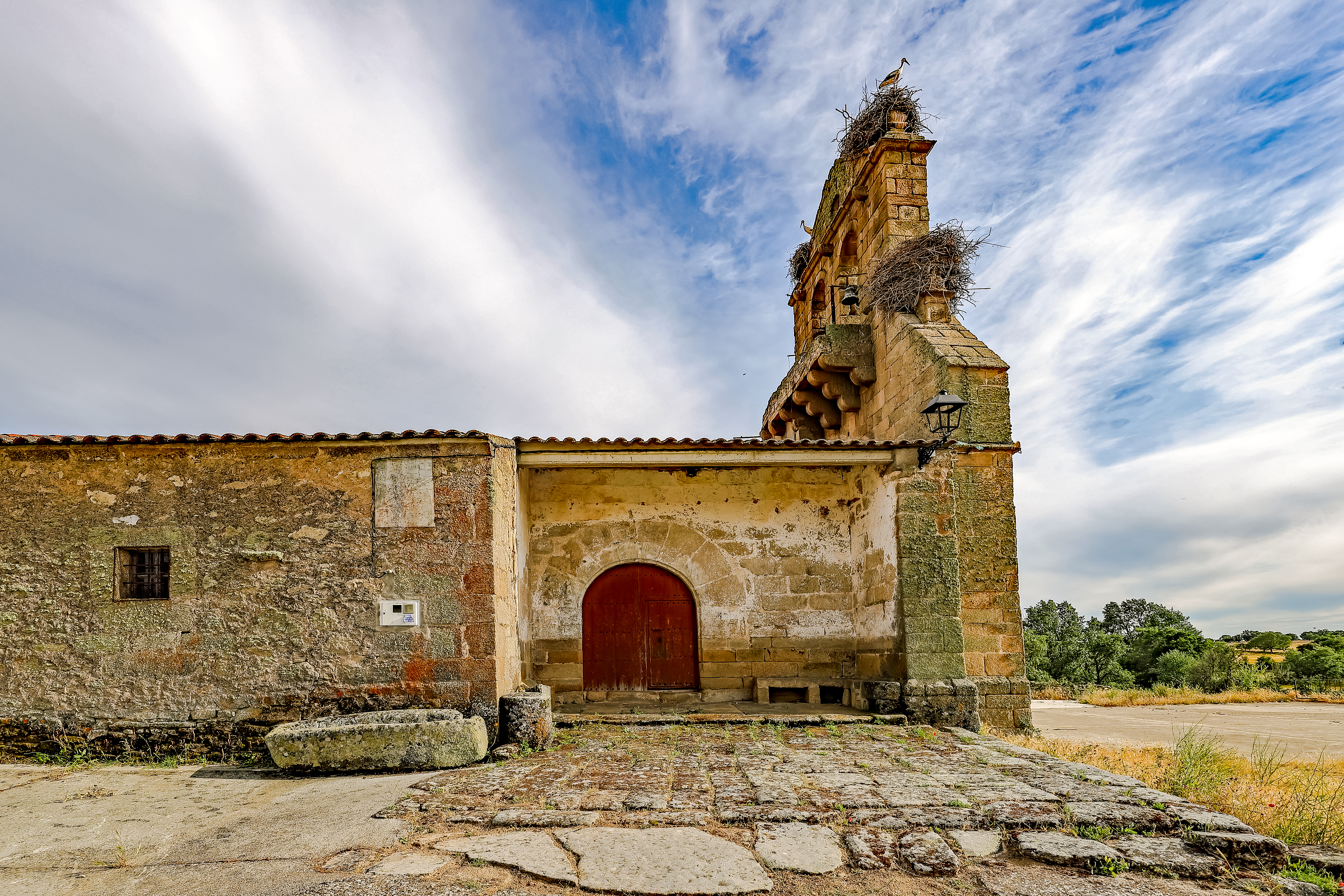
Kirche Unsere Liebe Frau von Rosenkranz
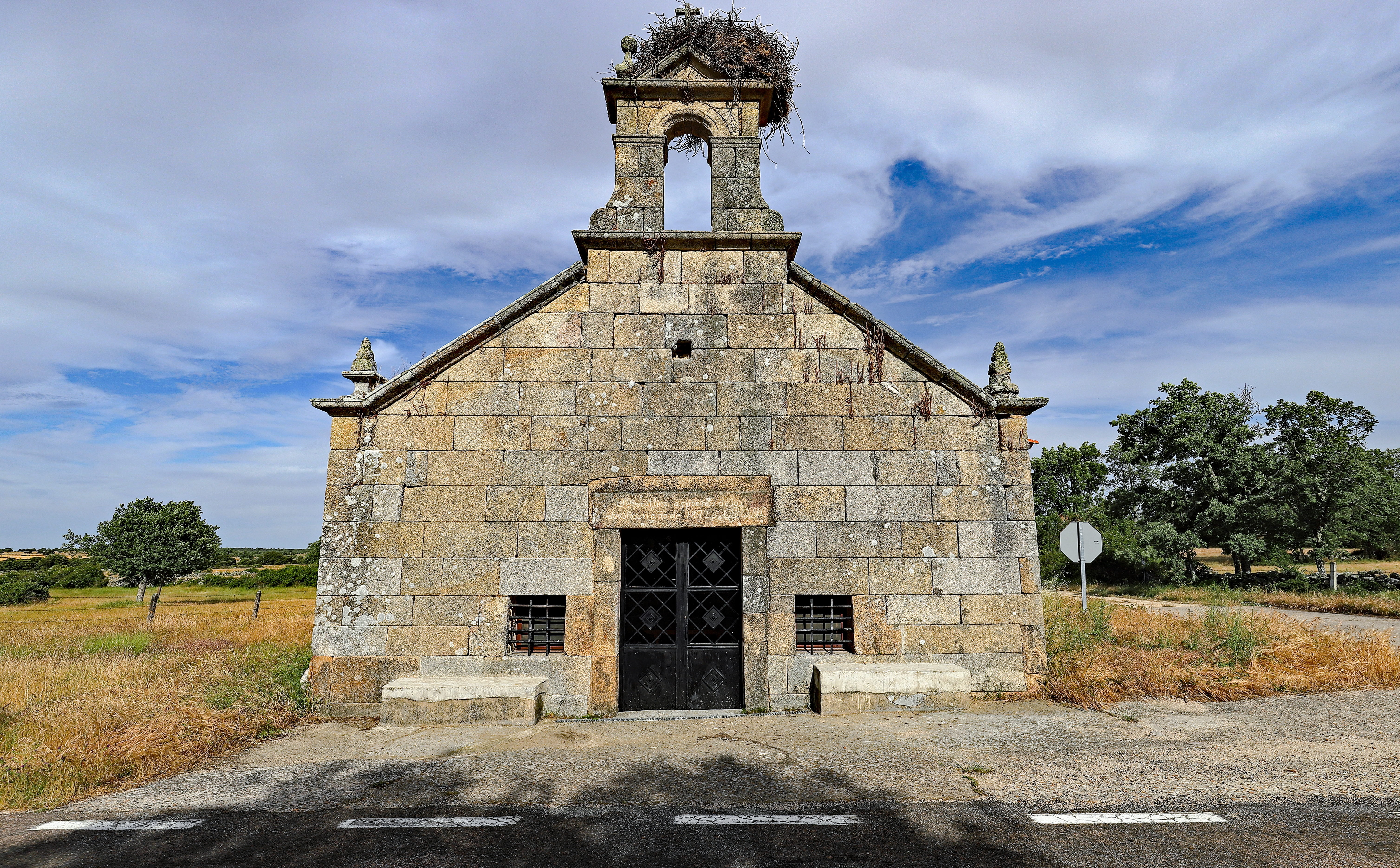
Trinitätskapelle
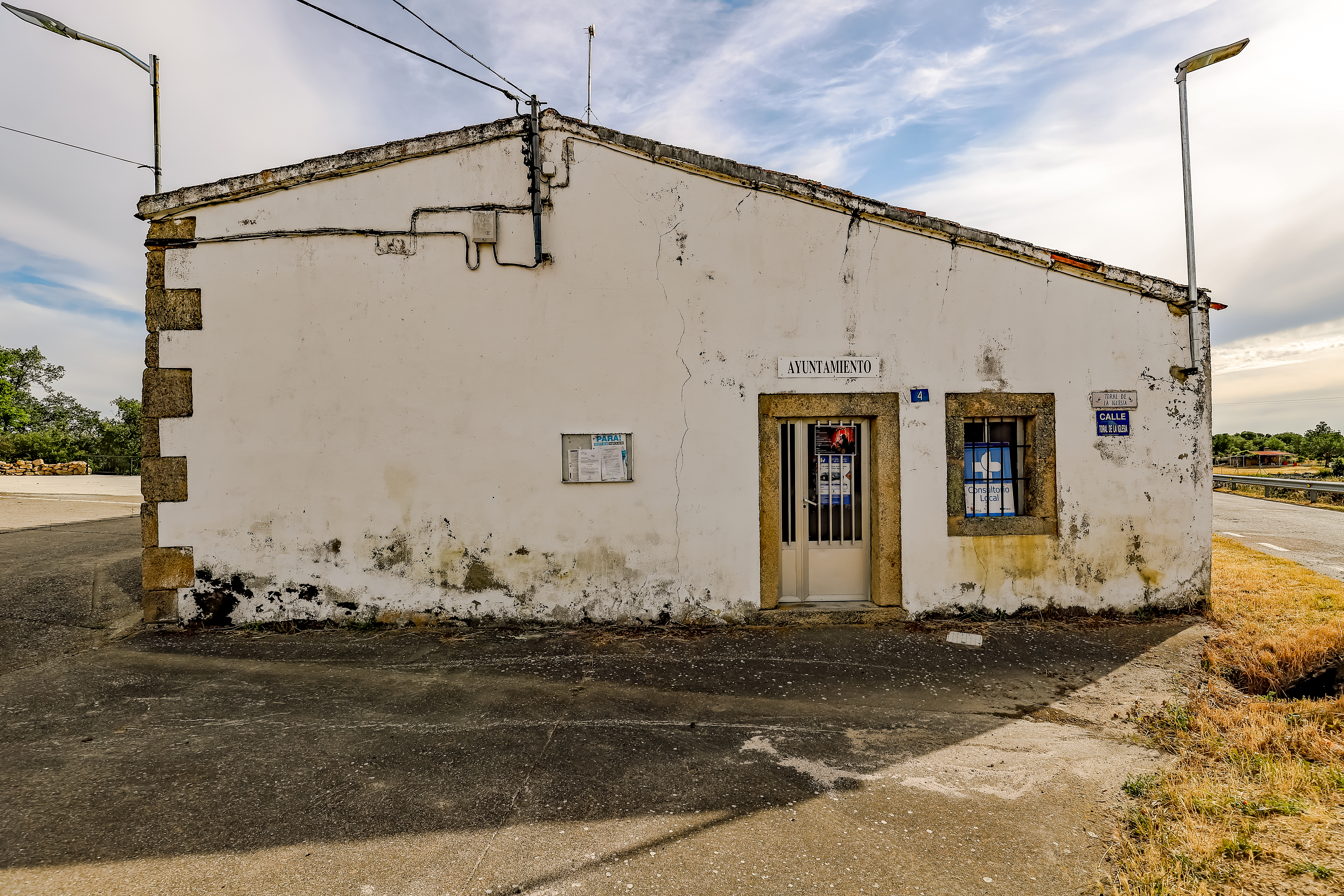
Rathaus
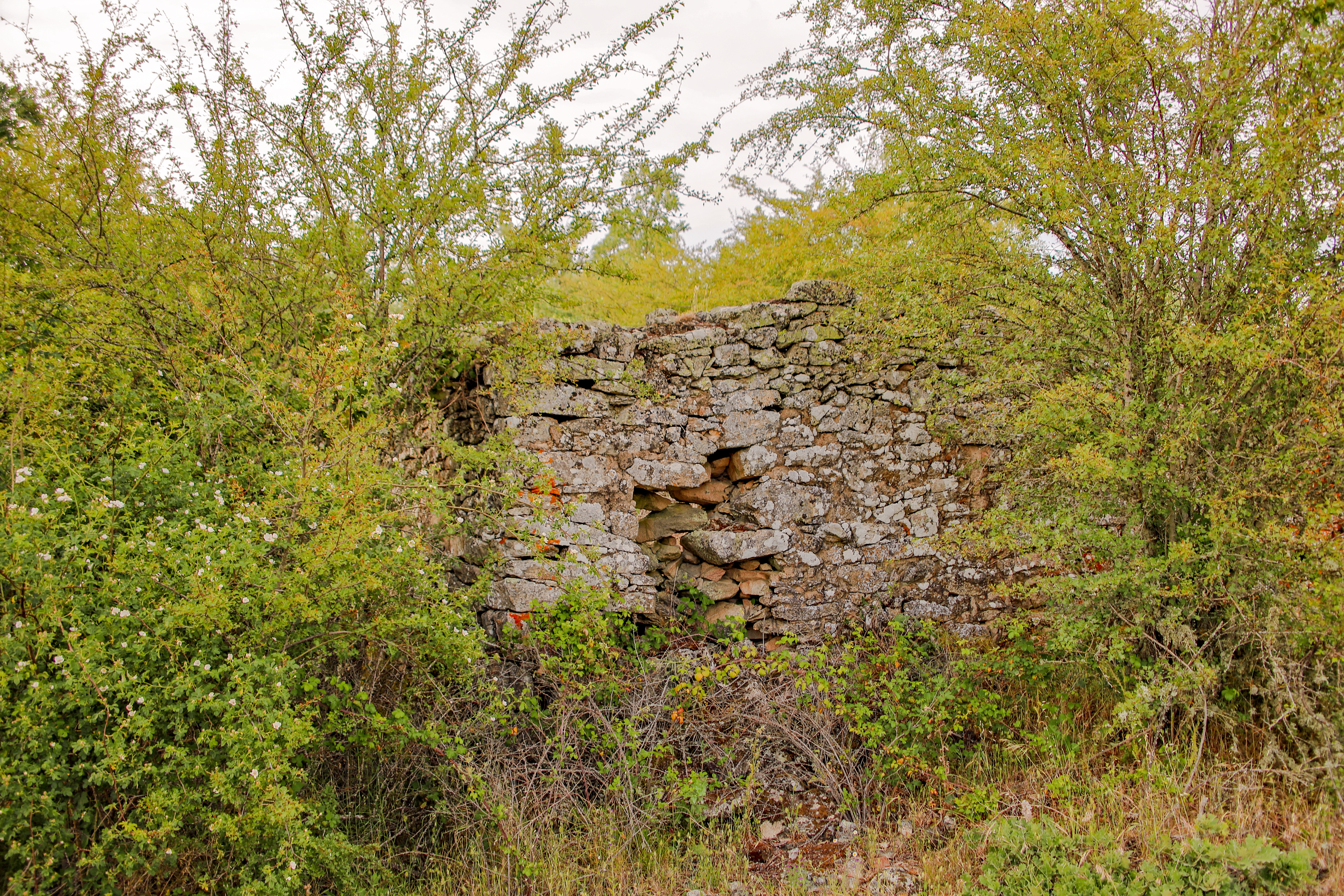
Mühlenruine